# Armoiries de Calgary
 (février 2023).
Si vous disposez d'ouvrages ou d'articles de référence ou si vous connaissez des sites web de qualité traitant du thème abordé ici, merci de compléter l'article en donnant les références utiles à sa vérifiabilité et en les liant à la section « Notes et références ».
Les Armoiries de Calgary ont été adoptées en 1902 après un concours local. Jusqu'en 1984, elles n'étaient qu'en noir et blanc.  